# Campi di prigionieri di guerra in Germania

## Prima guerra mondiale
Durante la prima guerra mondiale i campi erano gestiti dai 25 distretti di Corpo d'Armata in cui la Germania era suddivisa.

### Tipi di campi
I Kriegsgefangenenlager (KGFL, "Campi per prigionieri di guerra") erano suddivisi in:
- Mannschaftslager ("Campi unità") per soldati semplici e sottufficiali.
- Offizierslager ("Campi ufficiali") per ufficiali.
- Internierungslager ("Campi d'internamento") per civili di stati nemici.
- Lazarett (lazzaretto), ospedali militari per prigionieri di guerra.

### Lista dei campi per distretti di Corpo d'Armata
Gardekorps (Berlino) 
Mannschaftslager

Mappa dei campi per i prigionieri di guerra in Germania nella prima guerra mondiale.

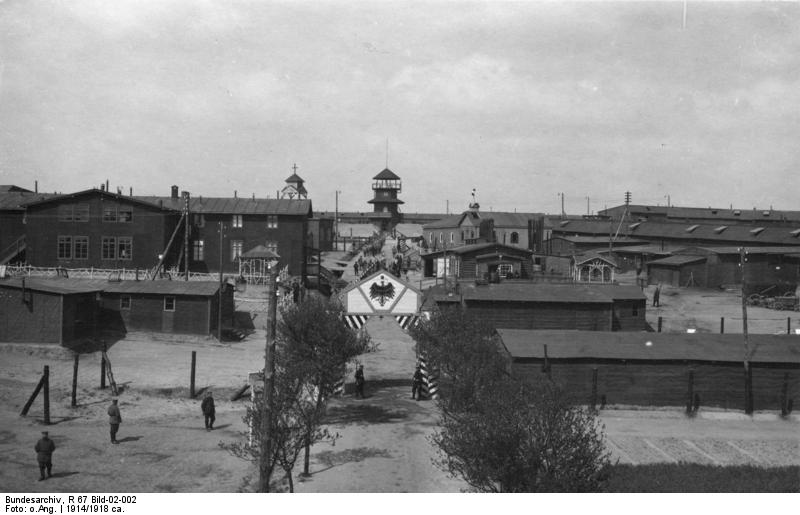
Kriegsgefangenenlager Crossen, 1914.

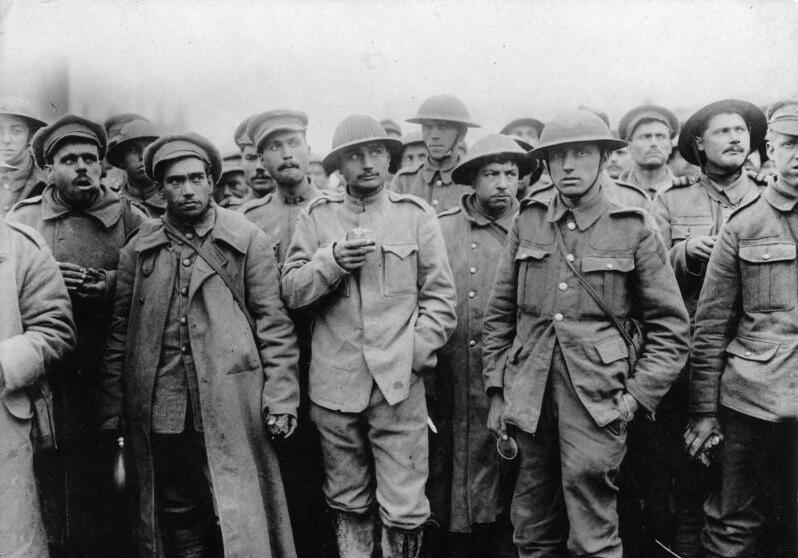
Truppe britanniche, francesi e portoghesi, 1918 circa.

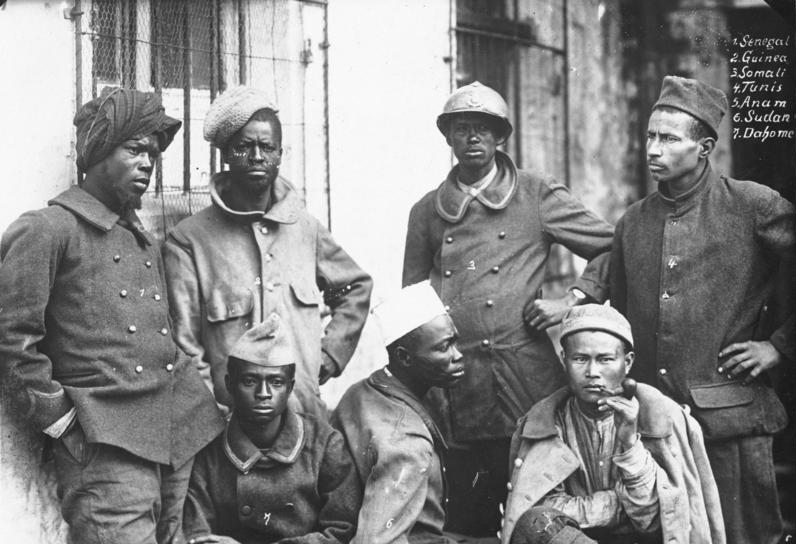
Truppe coloniali francesi dell'Africa settentrionale e occidentale.

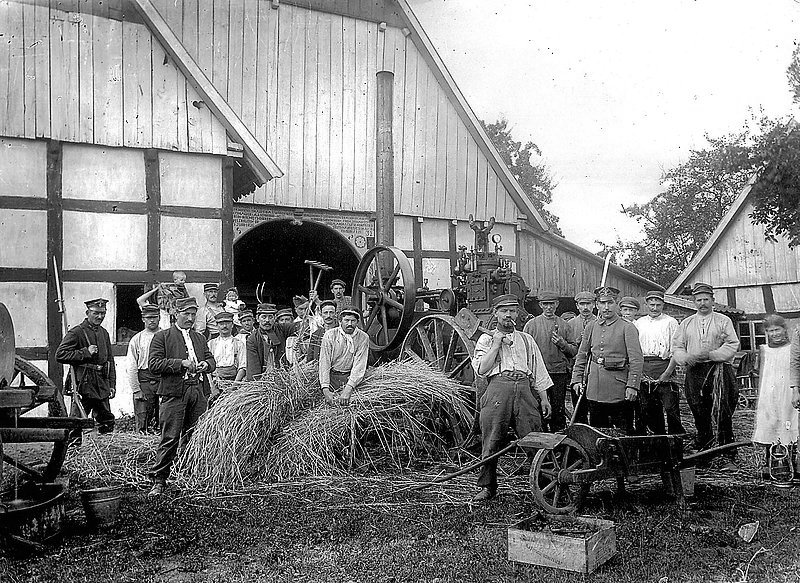
Prigionieri di guerra francesi al lavoro in una fattoria a Westscheid bei Mennighüffen

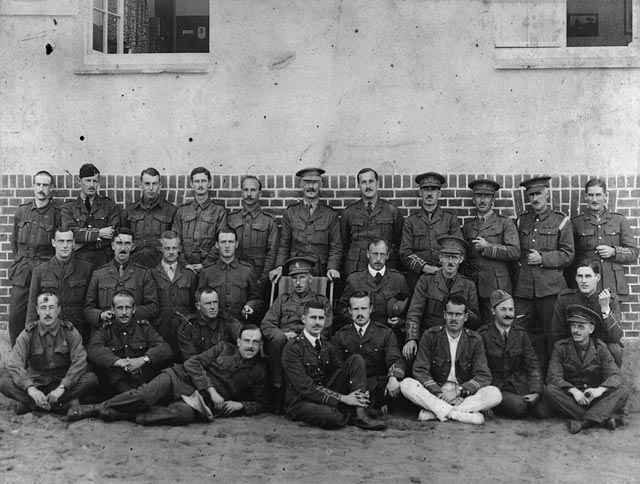
Prigionieri di guerra canadesi in Germania nel 1917.

- Döberitz. Un grande campo a 8 miglia da Berlino che ospitava prigionieri russi, polacchi, francesi e britannici, inclusi uomini della Royal Naval Division catturati nell'assedio di Anversa (1914).
- Dyrotz vicino a Wustermark.

Lazarett
- Berlino. Presso Alexandrinenstrasse.

 I Corpo d'Armata (Königsberg) 
Nessuno trovato.
 II Corpo d'Armata (Stettino) 
Mannschaftslager
- Altdamm. Tre campi con 15.000 uomini.
- Schneidemühl. Ubicato a tre miglia dalla città, era il centro dei campi di lavoro nella regione, detenendo dai 40.000 ai 50.0000 uomini.
- Stargard.
- Stettino.
- Stralsund.

Lazarett
- Thorn.

 III Corpo d'Armata (Berlino) 
Mannschaftslager
- Brandenburg an der Havel. Campo per personale navale e della marina mercantile.
- Cottbus. Un sotto-campo di Merzdorf.
- Crossen an der Oder.
- Francoforte sull'Oder. A quattro miglia dalla città, con 18.000 uomini.
- Guben. A cinque miglia dalla città.
- Merzdorf.
- Müncheberg.
- Spandau. Campo per prigionieri di guerra che lavoravano in un'industria chimica.
- Zossen. Un campo a 20 miglia a sud di Berlino per truppe britanniche e francesi dall'India e dall'Africa. I prigionieri di guerra erano sottoposti a una propaganda che li spingeva alla rivolta contro i loro "padroni coloniali", con pochi risultati[3]

Internierungslager
- Havelberg. Per 4.500 internati di varie nazionalità, inclusi circa 400 indiani britannici.

 IV Corpo d'Armata (Magdeburgo) 
Offizierlager
- Burg bei Magdeburg. Campo per 900 prigionieri.
- Halle. Campo in un'industria in disuso.
- Magdeburgo. Campo su un'isola nel fiume.
- Torgau. Due campi nelle baracche di Bruckenkopf e a Forte Zinna.

Mannschaftslager
- Gardelegen. Campo aperto nel settembre 1914.
- Grabow. Inizialmente un campo militare, consistente in otto compound di sei baracche ciascuno.
- Merseburg Un campo di concentramento per 25.000 prigionieri, da cui gli uomini erano condotti al lavoro.
- Quedlinburg. Un campo a 2,5 miglia dalla città, con 12.000 internati.
- Wittenberg. Un campo di 10,5 acri a Klein Wittenberg, 2 miglia dalla città. In otto compound erano detenuti 13.000 uomini.
- Zerbst. Un campo in una piazza d'armi della fanteria 2 miglia a nord della città. In esso erano internati fino a 15.000 uomini, ma ve ne erano registrati 100.000, la maggior parte dei quali impiegati nell'industria e nell'agricoltura.

Internierungslager
- Ruhleben. Campo per 4.500 internati a sei miglia da Berlino ubicato in un ippodromo.

 V Corpo d'Armata (Posen) 
Mannschaftslager
- Lauban.
- Sagan. Un campo a cinque miglia dalla città per 6.000 internati.
- Skalmierschütz. Un enorme campo per russi e rumeni nel quale furono spediti anche prigionieri britannici e americani a partire dall'inizio del 1918.
- Sprottau Un campo a tre miglia dalla città e anche un Lazarett per prigionieri con la tubercolosi.
- Stralkowo. Un campo a tre miglia dalla città, con internati soprattutto di nazionalità russa e rumeni, e britannici a partire dal marzo 1918.

 VI Corpo d'Armata (Breslavia) 
Offizierlager
- Gnadenfrei. Situato in quella che precedentemente era una scuola maschile.
- Neiße. Ubicato in quella che prima era un'accademia militare al centro della città.
- Schweidnitz.

Mannschaftslager
- Lamsdorf. Un campo presso un campo di addestramento militare che venne riaperto durante la seconda guerra mondiale come Stalag VIII-B.
- Neuhammer. Un campo di sfollamento per l'Alta Slesia. Vi furono registrati 100.000 uomini, che però vennero in massima parte impiegati nei campi di lavoro sotto la sua amministrazione.

Lazarett
- Beuthen. Due grandi Lazarett, con prigionieri britannici a partire dall'inizio del 1918.

 VII Corpo d'Armata (Münster) 
Offizierlager
- Gütersloh. In origine un sanatorio.
- Werl. Ubicato in un monastero francescano.
- Wesel

Mannschaftslager
- Burg Steinfurt. Un campo per prigionieri britannici.
- Dortmund.
- Duisburg.
- Dülmen.
- Düsseldorf.
- Erfurt. Internati 15.000 uomini.
- Friedrichsfeld. Un campo con 35.000 internati.
- Hammerstein. Un campo per prigionieri russi. Dopo 8 settembre 1943 furono internati in questo campo anche militari Italiani
- Heilsberg
- Minden. Un campo a tre miglia dalla città con 18.000 uomini internati.
- Münster. C'erano quattro campo: Münster I era al di fuori della città in un paese agricolo, Münster II era presso l'ippodromo, Münster III era un ex-caserma dell'esercito e Münster IV era riservato a prigionieri russi.
- Sennelager. Tre campi a nord di Paderborn, denominati Senne I, II e III.
- Stendal. Il campo era a un miglio a nord-est della città, ed era al centro di un certo numero di campi da lavoro, con 15.000 uomini internati.
- Tuchel. Un campo per russi e rumeni, con anche prigionieri britannici e americani internati a partire dal 1918.

Lazarett
- Paderborn.

 VIII Corpo d'Armata (Coblenza) 
Offizierlager
- Crefeld. Vi era anche un Lazarett..

Mannschaftslager
- Limburg an der Lahn. Un campo con 12.000 internati in cui i prigionieri irlandesi erano concentrati ai fini del reclutamento nella Brigata Irlandese.
- Meschede. Il campo, appena fuori della città, conteneva 10.000 prigionieri di guerra.
- Wahn. Ubicato 20 miglia a sud-est di Colonia al campo pratica artiglieria di Wahner Heide. Nel campo erano registrati 35.000 uomini ed era originariamente un campo genitore per i campi di lavoro del distretto.

Lazarett
- Aquisgrana. Nove ospedali per prigionieri di guerra britannici in attesa di rimpatrio.
- Coblenza.
- Colonia. Diversi ospedali. I prigionieri britannici erano assistiti al Garrison Lazarett I o al Kaiserin Augusta Schule Lazarett VI.
- Treviri. Gli ufficiali nemici catturati erano assistiti al Reserve Lazarett IV (Horn Kaserne).

 IX Corpo d'Armata (Altona) 
Offizierlager
- Augustabad, Neubrandenburg. Un ex hotel posto sulle rive del lago Tollensesee, vi furono detenuti prima ufficiali britannici, e poi ufficiali superiori italiani. Conrad O'Brien-ffrench e Armando Tallarigo furono internati qui.
- Fürstenberg.

Mannschaftslager
- Güstrow. Situato in una pineta a tre miglia dalla città. Vi erano internati 25.000 uomini, ma altri 25.000 erano registrati qui e assegnati ai campi di lavoro.
- Lubecca. Un campo per uomini impiegati ai porti. Vi era anche un Lazarett.
- Neumünster
- Parchim. Un campo costruito in quella che prima era una piazza d'armi della cavalleria, a tre miglia dalla città. Vi erano 25.000 internati, ma fino a 45.000 altri uomini erano registrati nei campi di lavoro.

Lazarett
- Brema. Un presidio ospedaliero e anche un campo di lavoro collegato a Soltau.
- Amburgo Il Lazarett VII era un reparto della prigione principale di Fuhlsbüttel. Il Reserve Lazarett III era presso il Eppendorfer Krankenhaus, e a Veddel c'era il Lazarett per il personale di marina.

 X Corpo d'Armata (Hannover) 
Offizierlager
- Bad Blenhorst vicino a Nienburg

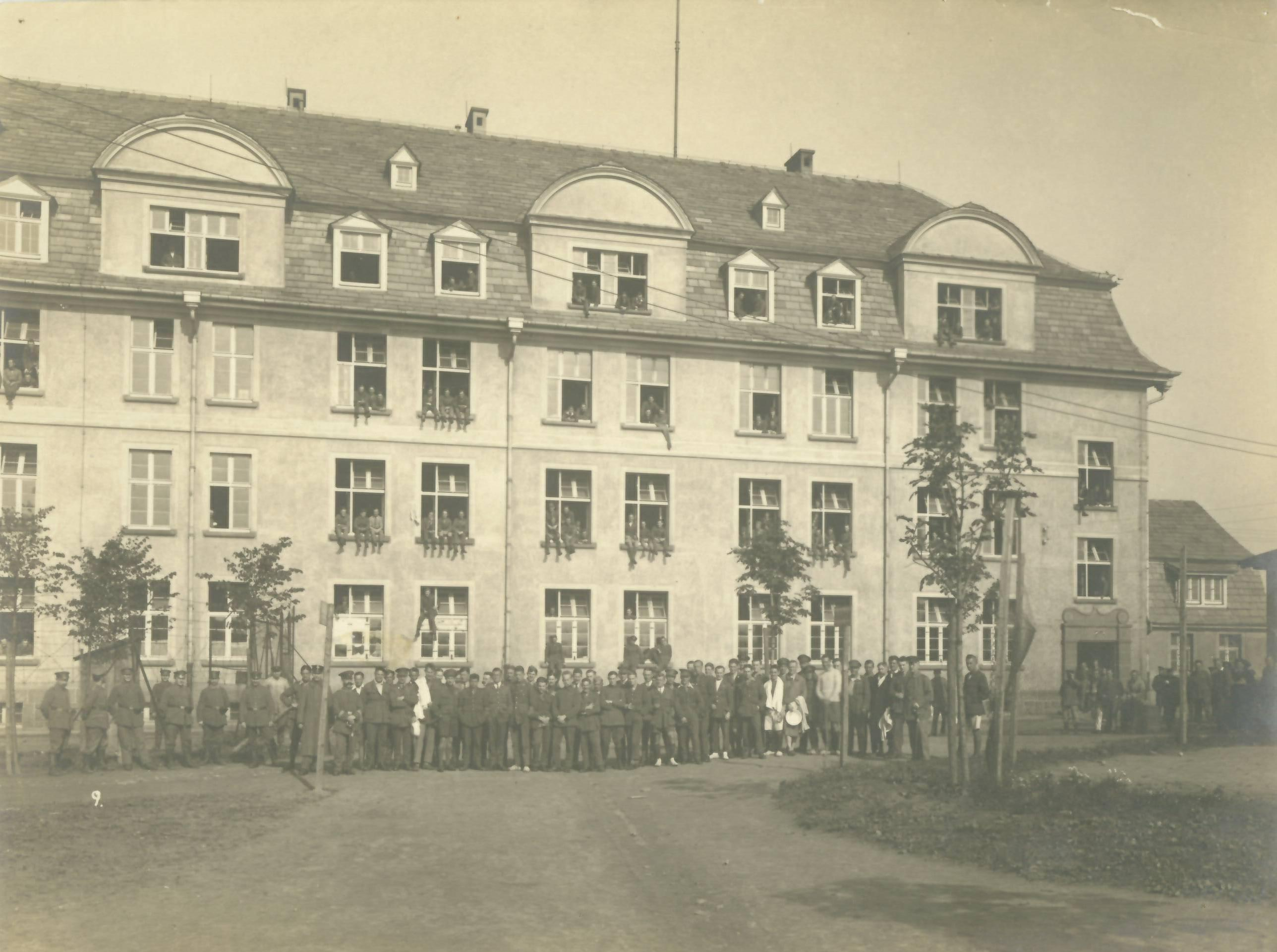
Campo per ufficiali di Holzminden.

- Celle. A Scheuen, e fino al tardo 1916 anche il Reserve Lazarett I (St Joseph).
- Clausthal.
- Hesepe vicino a Osnabrück.
- Holzminden. Per ufficiali britannici. Ubicato in quelle che precedentemente era una caserma della cavalleria (costruita nel 1913). Fu teatro di una famosa fuga in tunnel nel luglio 1918.
- Osnabrück. Campo ubicato in una ex-caserma dell'artiglieria.
- Ströhen.
- Schwarmstedt.
- Wahmbeck. In un hotel erano internati soprattutto ufficiali mercantili.

Mannschaftslager
- Gottinga.
- Hameln. A un miglio da Hameln, il centro di molti campi da lavoro.
- Munster. Campo aperto nel 1914 vicino a Soltau sulla Landa di Luneburgo
- Salzwedel.
- Soltau. Il campo aveva 35.000 internati, ma ve ne erano registrati 50.000 nei campi da lavoro.

Lazarett
- Hannover. Lazarett V era nella scuola militare reale, e ve ne era un altro al Garrison Lazarett.

Internierungslager
- Celle-Scloss (Castello di Celle). Per civili ed ex-ufficiali.
- Holzminden. Per 10.000 civili internati, soprattutto polacchi, russi, francesi e belgi, e un piccolo numero di britannici. Costituito da due campi, uno per uomini e uno per donne e bambini.

 XI Corpo d'Armata (Kassel) 
Offizierlager
- Bad Colberg. Campo istituito in quello che prima era un sanatorio.

Mannschaftslager
- Langensalza. Aperto nel 1914, il campo internava 10.000 uomini.
- Ohrdruf. Ubicato in un ex-campo di addestramento dell'esercito, vi erano rinchiusi 15.000 uomini.

 XII Corpo d'Armata (Dresda) 
Offizierlager
- Bischofswerda.
- Königstein. Francesi e russi erano detenuti nella Fortezza (Festung Königstein).

Mannschaftslager
- Bautzen
- Königsbrück. Internati 15.000 uomini.

 XIII Corpo d'Armata (Stoccarda) 
Mannschaftslager
- Heilbronn Sotto-campo di Stoccarda.
- Stoccarda. Due campi; uno nella città in un edificio industriale abbandonato, l'altro in una fattoria in disuso a tre miglia dal centro abitato.
- Ludwigsburg.

Lazarett
- Kempten. I prigionieri britannici erano acquartierati nell'ospedale locale.

 XIV Corpo d'Armata (Karlsruhe) 
Offizierlager
- Karlsruhe. Due campi; uno nel Palazzo di Karlsruhe (Karlsruher Schloss) per ufficiali della marina e, più tardi, dell'aviazione, e l'altro, in quello che prima era l'Europäischer Hof, era noto come l'"Hotel Ascolto" ed era un centro interrogatori.
- Friburgo. Ubicato in un vecchio edificio universitario.
- Heidelberg. In una caserma a quattro miglia dalla città.
- Ingolstadt. I campi erano dislocati nelle fortificazioni della città: le fortezze 8, 9 e 10. In quanto un campo per fuggitivi persistenti, è stata la controparte nella prima guerra mondiale di Colditz. Documentato nel libro The Escaping Club di John Evans (1º maggio 1889 – 18 settembre 1960).
- Villingen. Il campo era in una caserma abbandonata.
- Weingarten vicino a Carlsruhe.

Mannschaftslager
- Ingolstadt. Situato sul bordo della città, vi erano internati 4.000 uomini.
- Mannheim Ubicato 2 miglia fuori dalla città. Dal febbraio 1917 venne utilizzato come campo di compensazione o scambio per prigionieri britannici in attesa di rimpatrio. Vi erano internati 10.000 uomini.

Internierungslager
- Rastatt Campo per civili francesi. Durante il 1918 venne usato come campo militare di transito.

 XV Corpo d'Armata (Strasburgo) 
Offizierlager
- Strasburgo

 XVI Corpo d'Armata (Metz) 
Lazarett
- Metz. Noto come Lazarett Saint-Clément.

 XVII Corpo d'Armata (Danzica) 
Mannschaftslager
- Czersk. Un campo per prigionieri di guerra russi, nel quale furono più tardi internati anche prigionieri britannici.
- Danzica (Troyl) Il "campo" consisteva in chiatte ormeggiate sulla riva del fiume Vistola, ognuna delle quali contenente dai 100 ai 500 uomini. L'amministrazione, le cucine e le altre strutture del campo erano a terra. Vi vennero spediti gli uomini della fallimentare Brigata Irlandese (Irish Brigade).[4]

 XVIII Corpo d'Armata (Francoforte sul Meno) 
Offizierlager
- Bingen am Rhein
- Friedberg
- Griesheim vicino a Francoforte.
- Magonza. Il campo era nella Cittadella di Magonza (Zitadelle Mainz)) e conteneva 700 prigionieri di guerra.
- Rosenberg: ubicato nella Festung Rosenberg vicino alla città di Kronach. Charles de Gaulle vi fu imprigionato come prigioniero di guerra.[5]
- Weilburg. I prigionieri di guerra erano internati in una casa-scuola di tre piani.

Mannschaftslager
- Darmstadt Ubicato a quattro miglia dalla città in un campo di esercitazione della cavalleria.
- Gießen
- Görlitz. Vi erano internati 14.000 prigionieri di guerra.

Lazarett
- Jülich
- Kreuznach. Per circa 600 prigionieri-pazienti.

 XIX Corpo d'Armata (Leipzig) 
Offizierlager
- Döbeln

Mannschaftslager
- Chemnitz. Il campo era ubicato presso la Friedrich-August Kaserne.
- Zwickau. Campo per 10.000 prigionieri di guerra.

 XX Corpo d'Armata (Allenstein) 
Mannschaftslager
- Arys
- Osterrade Ubicato in una fabbrica di locomotive. Un sotto-campo di Preußisch Holland.
- Preußisch Holland. Vi erano internati 15.000 prigionieri di guerra, anche se fino a 35.000 in vari campi di lavoro erano registrati lì.

 XXI Corpo d'Armata (Saarbrücken) 
Offizierlager
- Neunkirchen. Ubicato in quello che prima era un monastero.
- Saarbrücken. In quella che precedentemente era una scuola.
- Saarlouis
- Zweibrücken. Vi vennero spediti ufficiali britannici per la prima volta nel 1916.

 I Corpo d'Armata Reale Bavarese (Monaco) 
Mannschaftslager
- Landsberg am Lech
- Lechfeld. Detenuti 10.500 prigionieri di guerra.
- Puchheim. Ubicato in un aeroporto militare a 13 miglia da Monaco, vi erano internati 12.000 prigionieri di guerra.

Lazarett
- Monaco di Baviera. La grande scuola militare a Mars Platz venne usata come ospedale, e ve ne era un altro denominato Lazarett B.

 II Corpo d'Armata Reale Bavarese (Würzburg) 
Offizierlager
- Würzburg. Presso Festung Marienberg.

Mannschaftslager
- Hammelburg
- Germersheim. Vi erano internati 6.000 uomini.
- Würzburg. Fuori dalla città su di un'alta collina.

 III Corpo d'Armata Reale Bavarese (Norimberga) 
Mannschaftslager
- Amberg. Detenuti 5.000 prigionieri di guerra.
- Bayreuth. Detenuti 5.000 prigionieri di guerra.
- Landau in der Pfalz
- Norimberga. Ubicato a 3 miglia (quasi cinque chilometri) dalla città in un vecchio campo di allenamento della guarnigione di Norimberga.

Lazarett
- Erlangen. Solo per ufficiali.

 Altri 
Offizierlager
- Eutin
- Graudenz
- Lahr. Campo per britannici, a partire dal 1917.
- Landshut
- Ludwigshafen. Dal 1917.
- Münden. Campo per 600 ufficiali in una vecchia industria a un miglio dalla città.
- Osnabrück
- Pforzheim. Dall'inizio del 1918.
- Strasburgo

Mannschaftslager
- Kassell (Niederzwehren). Per 20.000 prigionieri di guerra.
- Costanza. Tutti gli ufficiali e gli uomini destinati all'internamento in Svizzera furono concentrati qui. Per 15.000 prigionieri.
- Deutsch Gabel Campo per marinai della marina mercantile sotto amministrazione austriaca.
- Grafenwöhr Campo e Lazarett.
- Gleiwitz. Situato in una caserma di cavalleria. Prigionieri britannici collocati qui dopo il marzo 1918.
- Heustadt. Centro per i campi di lavoro della Prussia orientale.
- Heuberg. Situato nell'area di addestramento Lager Heuberg.
- Kalisch. Campo per prigionieri russi e romeni, e poi britannici dall'aprile 1918.
- Kattowitz. Campo per prigionieri russi e romeni, e poi britannici dall'aprile 1918.
- Marienburg Centro per i campi di lavoro della Prussia orientale.
- Neuburg am Inn
- Ulma. Camp on the outskirts of the town, of the usual barrack type.
- Zittau Per prigionieri di guerra russi.

Lazarett
- Francoforte sul Meno. Vari ospedali per prigionieri britannici, Reserve Lazarett II e H65 erano i principali.
- Ingolstadt. Due ospedali nella città.
- Ratisbona

## Seconda guerra mondiale
La Germania era uno dei firmatari della Terza Convenzione di Ginevra (1929), che stabilisce le disposizioni relative al trattamento dei prigionieri di guerra. L'articolo 10 prevede che i prigionieri di guerra devono essere alloggiati in edifici sufficientemente riscaldati e illuminati, alle condizioni delle stesse truppe tedesche. Gli articoli 27-32 dettagliano le condizioni di lavoro. Erano tenuti ad eseguire qualunque lavoro richiesto e in grado di fare, a patto che non fosse pericoloso e non sostenesse lo sforzo "bellico" tedesco. Il lavoro da svolgere doveva essere in gran parte agricolo o industriale. I Prigionieri di Guerra potevano essere dati in locazione ad appaltatori civili e militari e compensati monetariamente. Era spettante avere almeno un giorno di riposo alla settimana. L'articolo 76 determinava che i prigionieri di guerra deceduti in prigionia dovevano onorevolmente essere sepolti in fossa segnata.

### Tipi di campi
- Dulag o Durchgangslager (campo di transito) - Campi di raccolta per prigionieri di guerra prima dell'assegnazione. Questi campi erano centri di raccolta di informazioni.
- Dulag Luft o Durchgangslager der Luftwaffe (campo di transito della Luftwaffe) - Questi sono stati campi di transito per i prigionieri di guerra dell'aeronautica. Il principale campo a Francoforte è stato il centro di raccolta informazioni per i servizi segreti attraverso gli interrogatori dei prigionieri di guerra Alleati.
- Ilag / Jlag o Internierungslager (campo di internamento) - Campi di internamento civile.
- Marlag o Marine-Lager (marina campo) - Internati per prigionieri di guerra della marina.
- Milag o Marine-Internierten-Lager (campo di internamento marino) - Internamento per marinai mercantili.
- Oflag o Offizier-Lager (campo ufficiale) - Campi di prigionia per gli ufficiali.
- Stalag o Stammlager (campo base) - Campi di prigionia per Truppa e Sottufficiali.
- Stalag Luft o Luftwaffe-Stammlager (campo base Luftwaffe) - Campi di prigionia gestiti dall'Aeronautica Militare tedesca per prigionieri dell'aeronautica Alleati.

### Nomenclatura
All'inizio della Seconda Guerra Mondiale, l'esercito tedesco era diviso in 17 distretti militari (Wehrkreis),a ciascuno dei quali era assegnato un numero romano. I campi erano numerati in base al distretto militare. Una lettera dopo il numero romano segnalava i diversi Stalag all'interno di uno stesso quartiere militare. Ad esempio: Stalag II-D è il quarto Stalag del Distretto Militare II (Wehrkreis II).
I Sotto-Campi avevano un suffisso "/ Z" (per Zweiglager - sub-campo). Il campo principale aveva un suffisso di "/ H" (per Hauptlager - campo principale). Ad esempio: Oflag VII-C / H significa che questo è il campo principale. Oflag VII-C / Z significava che questo è un sotto-campo di un campo principale. Alcuni di questi sotto-campi non erano i campi di prigionieri di guerra tradizionali con recinzioni di filo spinato e torri di guardia, ma solo centri di accoglienza.

### Lista dei campi per distretto militare

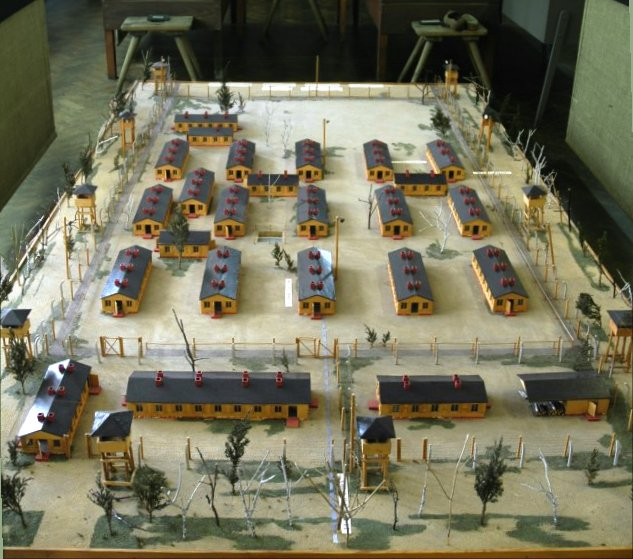
Modello dello Stalag Luft III.

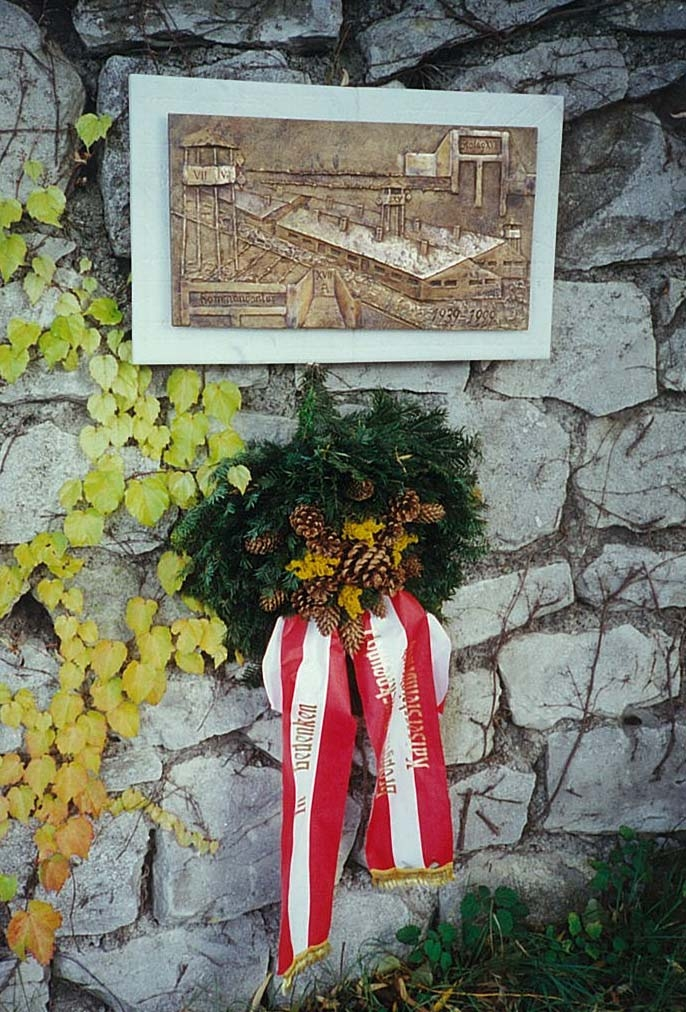
Rilievo in bronzo nello Stammlager XVII A di Alexandru Ciutureanu, 1939-1999.

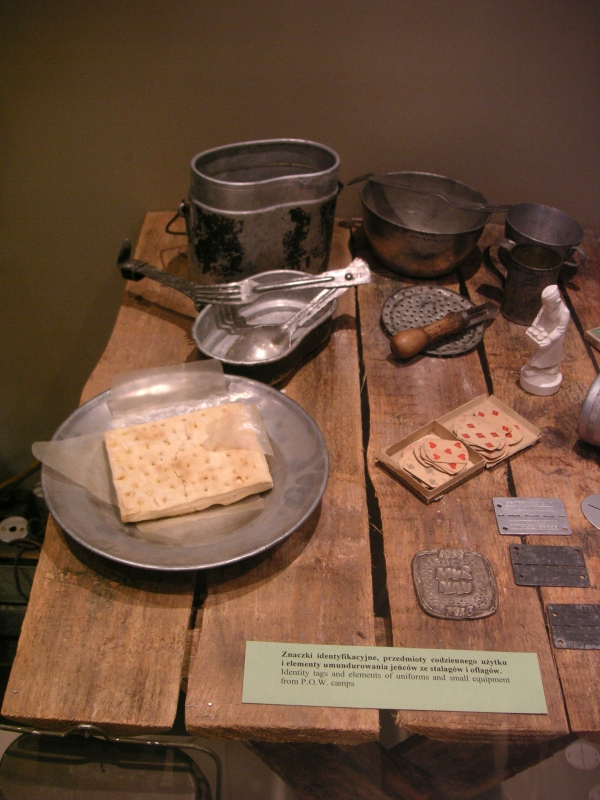
Collezioni degli oggetti di tutti i giorni dei prigionieri polacchi dell'Oflag VII-A Murnau.

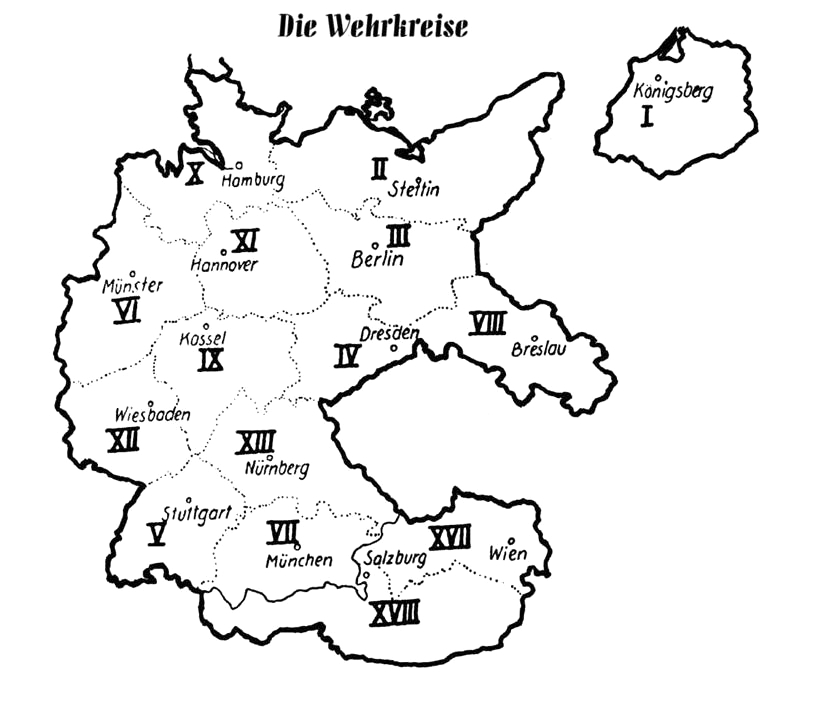
I distretti militari in Germania.

#### Distretto militare I
- Stalag I-A Stablack
- Stalag I-B Hohenstein
- Stalag I-C Heydekrug
- Stalag I-D Montwy
- Stalag I-E Prostken
- Stalag I-F Sudauen

#### Distretto militare II
- Stalag II-A Neubrandenburg
- Stalag II-B Hammerstein–Schlochau
- Stalag II-C Greifswald
- Stalag II-D Stargard
- Stalag II-E Schwerin
- Stalag II H Raderitz
- Oflag II-A Prenzlau
- Oflag II-B Arnswalde
- Oflag II-C Woldenberg
- Oflag II-D Gross Born
- Oflag II-E Neubrandenburg

#### Distretto militare III
- Stalag III-A Luckenwalde
- Stalag III-B Fürstenberg/Oder
- Stalag III-C Alt-Drewitz
- Stalag III-D Berlino
- Oflag III-A Luckenwalde
- Oflag III-B Wehrmachtlager Tibor/Zuellichau
- Oflag III-C Luebben/Spree

#### Distretto militare IV
- Stalag IV-A Elsterhorst
- Stalag IV-B Mühlberg (Elbe)
- Stalag IV-C Wistritz bei Teplitz
- Stalag IV-D Torgau
- Stalag IV-E Altenburg
- Stalag IV-F Hartmannsdorf
- Stalag IV-G Oschatz
- Oflag IV-A Hohnstein
- Oflag IV-B Koenigstein
- Oflag IV-C Colditz Castle
- Oflag IV-D Elsterhorst

#### Distretto militare V
- Stalag V-A Ludwigsburg
- Stalag V-B Villingen
- Stalag V-C Wildberg
- Stalag V-D Strasburgo
- Oflag V-A Weinsberg
- Oflag V-B Biberach
- Oflag V-C Wurzach

#### Distretto militare VI
- Stalag VI-A Hemer/Iserlohn
- Stalag VI-B Neu-Versen
- Stalag VI-C Oberlangen/Emsland
- Stalag VI-D Dortmund
- Stalag VI-F Bocholt
- Stalag VI-G Bonn–Duisdorf
- Stalag VI-H Arnoldsweiler/Dueren
- Stalag VI-J S.A. Lager Fichtenhein/Krefeld e Dorsten
- Stalag VI-K Stukenbrock
- Oflag VI-A Soest
- Oflag VI-B Doessel–Warburg
- Oflag VI-C Eversheide/Osnabrück
- Oflag VI-D Münster
- Oflag VI-E Dorsten

#### Distretto militare VII
- Stalag VII-A Moosburg an der Isar
- Stalag VII-B Memmingen
- Oflag VII Laufen
- Oflag VII-A Murnau am Staffelsee
- Oflag VII-B Eichstaett
- Oflag VII-C Laufen
- Oflag VII-D Tittmoning

#### Distretto militare VIII
- Stalag VIII-A Görlitz
- Stalag VIII-B Lamsdorf
- Stalag VIII-C Sagan
- Stalag VIII-D Teschen
- Stalag VIII-E/308 Neuhammer
- Stalag VIII-F Lamsdorf
- Oflag VIII-A Kreuzburg/Oppeln
- Oflag VIII-B Silberberg
- Oflag VIII-C Juliusburg
- Oflag VIII-D/Tittmoning Castle
- Oflag VIII-E Johannisbrunn
- Oflag VIII-F Mährisch-Trübau
- Oflag VIII-G Weidenau/Freiwaldau
- Oflag VIII-H/H Oberlangendorf/Sternberg
- Oflag VIII-H/Z Eulenberg/Roemerstadt

#### Distretto militare IX
- Stalag IX-A Ziegenhain
- Stalag IX-B Wegscheide/Bad Orb
- Stalag IX-C Bad Sulza
- Oflag IX-A/H Burg Spangenberg
- Oflag IX-A/Z Rotenburg/Fulda
- Oflag IX-B Weilburg/Lahn
- Oflag IX-C Molsdorf near Erfurt

#### Distretto militare X
- Stalag X-A Schleswig
- Stalag X-B Sandbostel
- Stalag X-C Nienburg/Weser
- Oflag X Hohensalza
- Oflag X-A Itzehoe
- Oflag X-B Nienburg/Weser
- Oflag X-C Lübeck
- Oflag X-D Fischbek

#### Distretto militare XI
- Stalag XI-A Altengrabow
- Stalag XI-B Fallingbostel
- Stalag XI-C Bergen-Belsen
- Stalag XI-D Oerbke
- Oflag XI-A Osterode am Harz

#### Distretto militare XII
- Stalag XII-A Limburg an der Lahn
- Stalag XII-B Frankenthal/Palatinate
- Stalag XII-C Wiebelsheim/Rhein
- Stalag XII-D Treviri/Petrisberg (Treviri)
- Stalag XII-E Metz
- Stalag XII-F Forbach
- Oflag XII-A Hadamar/Limburg an der Lahn
- Oflag XII-B Magonza

#### Distretto militare XIII
- Stalag XIII-A Bad Sulzbach
- Stalag XIII-B Weiden/Oberpfalz
- Stalag XIII-C Hammelburg/Mainfranken
- Stalag XIII-D Norimberga-Langwasser
- Oflag XIII-A Norimberga-Langwasser
- Oflag XIII-B Hammelburg
- Oflag XIII-D Norimberga-Langwasser

#### Distretto militare XVII
- Stalag XVII-A Kaisersteinbruch
- Stalag XVII-B Krems–Gneixendorf. Inizialmente chiamato Dulag Gneixendorf
- Stalag XVII-C Döllersheim. Inizialmente chiamato Dulag Döllersheim
- Stalag XVII-D Pupping. Inizialmente chiamato Zweiglager Pupping, rinominato Stalag 237, Stalag 397 e infine Stalag 398 Pupping.
- Oflag XVII-A Edelbach

#### Distretto militare XVIII
- Stalag XVIII-A Wolfsberg
- Stalag XVIII-AZ Spittal
- Stalag XVIII-B Oberdrauburg
- Stalag XVIII-C Markt-Pongau
- Stalag XVIII-D Maribor
- Oflag XVIII-A Lienz/Drau
- Oflag XVIII-B Wolfsberg/Kaernten
- Oflag XVIII-C Spittal/Drau

#### Distretto militare XX
- Stalag XX-A Thorn (Polonia)
- Stalag 312 Thorn (Polonia)
- Stalag XX-B Marienburg (Polonia)
- Stalag XXI-A Schildberg (Polonia)
- Stalag XXI-B Schubin (Polonia)
- Stalag XXI-B Thure (Polonia)
- Stalag XXI-C/H Wollstein (Polonia)
- Stalag XXI-C/Z Graetz
- Stalag XXI-D Posen (Polonia)
- Oflag XXI-A Schokken (Polonia)
- Oflag XXI-B Schoken (Polonia)
- Oflag XXI-C Schubin/Schokken/Schildberg (Polonia)
- Oflag XXI-C/Z Grune bei Lissa (Polonia)

#### Altri campi
- Marine Dulag Gotenhafen (Polonia)
- Marlag Sandbostel (Germania)
- Marlag e Milag Nord Westertimke (Germania)
- Marlag Rügenwalde Rügenwalde (Polonia)
- Marlag Stettino Stettino (Polonia)
- Marlag Gotenhafen Gotenhafen (Polonia)
- Marlag Milag Tarmstedt (Germania)
- Oflag 6 Tost (Polonia)
- Oflag 53 Pagėgiai (Lituania)
- Oflag 60 Širvintos (Lituania)
- Oflag 64 Schubin
- Oflag 64/Z Schokken (Polonia)
- Oflag 79 Waggum, Braunschweig
- Stalag 56 Prostken (Polonia)
- Stalag 133 Rennes (Francia)
- Stalag 302 Gross-Born
- Stalag 307 Biała Podlaska (Polonia)
- Stalag 307 Dęblin (Polonia)
- Stalag 313 Czarne (Polonia)
- Stalag 327 Przemyśl (Polonia)
- Stalag 319 Chełm (Polonia)
- Stalag 323 Gross-Born
- Stalag 325 Zamość (Polonia)
- Stalag 325 Rawa Ruska (Polonia)
- Stalag 327 Jarosław (Polonia)
- Stalag 328 Lemberg (Polonia)
- Stalag 333 Ostrów-Komorowo (Polonia)
- Stalag 336 Kaunas (Lituania)
- Stalag 343 Alytus (Lituania)
- Stalag 344 Vilnius (Lituania)
- Stalag 351 Berkenbrugge
- Stalag 357 Kopernikus (Polonia)
- Stalag 359 Poniatowa (Polonia)
- Stalag 361 Šiauliai (Lituania)
- Stalag 366 Siedlce (Polonia)
- Stalag 369 Krakau (Polonia)
- Stalag 369 Kobierzyn (Polonia)
- Stalag 371 Stanislau (Polonia)
- Stalag XX-A (301) Friesack, Wutzetz/Brandenburgo, (Germania)